# SV Victoria Seelow
Der SV Victoria Seelow ist ein Sportverein aus Seelow. Die Fußballabteilung wurde 2015 und 2019 Meister der Brandenburg-Liga spielte insgesamt sechs Jahre in der Fußball-Oberliga Nordost.

## Geschichte

### 1920 - Gründung als SV Victoria Seelow
Die älteste Urkunde weist nach, das Victoria Seelow schon vor 1920 existiert hat. Am 30. Januar 1921 wurden folgenden Mannschaften für die neugebildete Oderbruchbezirksklasse eingeteilt: Union Freienwalde, Preußen Königsberg, Marko Helvetia Buckow, Sportverein Müncheberg, SV Viktoria Dürren-Selchow, Sportverein 1920 Oderberg, Sportfreunde Eberswalde, Sportvereinigung Wriezen und zu guter Letzt: SV Seelow. Die Bezirksmeisterschaft 1929/30 gewann Preußen Frankfurt/Oder im letzten Punktspiel gegen Viktoria Seelow durch einen 2:1-Sieg. Seelow hatte zu dieser Zeit auch eine 2. Mannschaft.
Resümierend kann festgestellt werden, dass der MT Seelow (oder Victoria), der erste Verein im Altkreis Lebus war, der mit seinen damaligen zwei Männer- und einer Jugend- & Schülermannschaft ab 1920 am Fußballsport teilnahm. In diesen beschriebenen knapp 25 Jahren ist unklar, welche Namen der Verein tatsächlich trug. Es gibt unterschiedliche Erwähnung als SV Victoria Seelow, SV Viktoria Seelow, MT Seelow, MTV Seelow, SV Seelow und wahrscheinlich Weitere. 1945 wurde der Verein infolge der deutschen Kriegsniederlage durch die sowjetische Besatzungsmacht aufgelöst.

### 1955 - Beste Mannschaft in Brandenburg
In den ersten Jahren nach dem Krieg spielten die Seelower Vereine unterklassig Fußball im Kreis- und sogar Landesbetrieb. Klar ist, dass 1952 der Verein BSG Einheit Seelow gegründet wurde, der in der Bezirksliga Frankfurt mitspielte und 1953 Bezirksmeister wurde, nachdem sich mehrere Vereine zusammenschlossen. In dieser Mannschaft spielten die Brüder Franz und Arthur Bialas. Am Ende der Aufstiegsrunde zur DDR-Liga fehlten der Mannschaft zwei Tore zum Aufstieg. Zu den Spielen auf dem Platz in der Robert-Koch-Straße kamen bis zu 2500 Zuschauer. Nachdem der Aufstieg verpasst wurde, verließen die Brüder Bialas den Verein nach Altenburg. Durch weitere Abgänge geschwächt erreichte die Mannschaft im Jahr 1953/54 nur den 10. Platz in der Bezirksliga Frankfurt/Oder.
Die Seelower Sportler zeichneten sich in dieser Zeit durch großes ehrenamtliches Engagement aus. Nach einer Tagung des Kreises setzt sich der neue Fachausschuss unter anderem aus folgenden Personen zusammen: Vorsitzender Kühnemann (Traktor Seelow), Spielausschuss: Mellinghoff (Einheit Seelow) / Turandt (Buckow) / Guderjahn (Gorgast), Presse: Drescher (Einheit Seelow), Trainerkommission: Steinborn (Einheit Seelow).
1955 vereinigen sich die Vereine Einheit und Traktor zu Traktor Seelow. Diese Mannschaft spielte bis 1960 auf Bezirksebene. Am 20. Dezember 1960 vereinigten sich abermals die Gemeinschaften Aufbau, Einheit und Traktor zu der dann einzigen Gemeinschaft in Seelow: der TSG Seelow.

### Von den 1960ern bis zur Wende
Neben der TSG Seelow gab es im Kreis Lebus vor der Wende ferner die ASG Seelow, die ASG Marxwalde, Thomas Müntzer Worin, Traktor Letschin, die SG Lebus und Empor Neutrebbin. Alle genannten Vereine waren zeitweise Fußballhochburgen des Kreises und hatten neben den Männermannschaften auch gute Nachwuchsabteilungen. 1969/70 gewann die TSG Seelow den Kreismeister-Titel. Das schaffte die Mannschaft ebenso 1974/75. 1976/77 wurde die Armeesportmannschaft (Kurz: ASG) Vorwärts Seelow sogar Kreismeister und holte den Kreispokal. Die TSG hatte während der gesamten Periode mindestens 2 Männermannschaften im Spielbetrieb.

### 1990 Gründung des heutigen SV Victoria Seelow
Am 30. September 1990 gründeten 27 Sportler den SV Victoria Seelow, die zum größten Teil zuvor Mitglieder der TSG Seelow oder der ASG Vorwärts Seelow waren. Im Speisesaal des ehemaligen KfL Seelow beschloss man zunächst eine Fußballmannschaft im Männerbereich in der 1. Kreisklasse spielen zu lassen. Ein Jahr stellte man bereits drei Männermannschaften. Es folgte ein schrittweiser Aufbau von Nachwuchsmannschaften in allen Altersklassen. Im Winter 1990/91 übernahm man den Startplatz der TSG Seelow in der damals noch existierende Bezirksliga und beendete die Saison auf dem 10. Platz.
1997 übernahm der Verein die Verwaltung und Bewirtschaftung der städtischen Sportstätten Oderbruchstadion (28000 m²)(Lage) und Sportplatz Robert-Koch-Platz (8860 m²)(Lage). Im Nachwuchsbereich sind zu Spitzenzeiten acht Mannschaften aktiv, so dass der Verein mit insgesamt etwa elf Mannschaften am Spielbetrieb des Landes und des Kreises teilnimmt.
In den folgenden Jahren konzentrierte man sich auf den Aufbau einer Frauensportgruppe, einer Volleyballabteilung, einer Gruppe für Freizeitsportler, einer Radwandergruppe und einer Abteilung Tischtennis.

### Victoria ab 2000
Im Spieljahr 2009/10 konnte Victoria Seelow das bisher größte Kontingent an Mannschaften in seiner Geschichte vermelden. Im Fußball waren drei Männer-, eine Senioren-, eine Frauen- und neun Nachwuchsmannschaften im Spielbetrieb gemeldet. Außerdem spielten im Tischtenniskreis Märkisch-Oderland fünf Männermannschaften und ein Juniorenteam um die vordersten Plätze mit. Neben der erfolgreichen Volleyballmannschaft, gab es eine stetig wachsende Radsportgruppe und eine Frauensportgruppe.
2010 gelang den Fußballherren der Aufstieg in die Brandenburg-Liga. 2015 gelang der größte Erfolg der jüngeren Vereinsgeschichte mit dem Aufstieg der ersten Mannschaft in die Oberliga Nordost als Vizemeister hinter dem 1. FC Frankfurt. Dort spielte der Verein bis zur Saison 2017/18. In dieser Spielzeit erreichte die Victoria den 15. Tabellenplatz und stieg am Saisonende in die Brandenburg-Liga ab. Durch eine starke Rückrunde in der Saison 2018/19 gelang dem Verein der direkte Wiederaufstieg in die Oberliga Nordost, aus der man 2022 abermals abstieg.

## Spielstätte
Der SV Victoria Seelow trägt seine Heimspiele in der Sparkassenarena (ehemals Oderbruchstadion)(Lage) aus. Das Stadion fasst zirka 5000 Zuschauer.

## Platzierungen
| Saison  | Liga                                                             | Ebene | Platz | Spiele | Tore   | Punkte      |
| ------- | ---------------------------------------------------------------- | ----- | ----- | ------ | ------ | ----------- |
| 1952/53 | Bezirksliga Frankfurt/Oder (als BSG Einheit Seelow)              | III   | 1.    | 22     | 82:24  | 38:6        |
| 1953    | Aufstiegsrunde Staffel 3 zur DDR-Liga (als BSG Einheit Seelow)   |       | 3.    | 8      | 28:24  | 7:9         |
| 1953/54 | Bezirksliga Frankfurt/Oder (als BSG Einheit Seelow)              | III   | 10.   | 24     | 44:49  | 19:29       |
| 1954/55 | Bezirksliga Frankfurt/Oder (als BSG Traktor Seelow)              | III   | 11.   | 24     | 35:59  | 16:32       |
| 1955    | Bezirksklasse Frankfurt/Oder (als BSG Traktor Seelow)            | IV    |       |        |        |             |
| 1956    | Bezirksklasse Frankfurt/Oder (als BSG Traktor Seelow)            | IV    |       |        |        |             |
| 1957    | Bezirksliga Frankfurt/Oder (als BSG Traktor Seelow)              | III   | 10.   | 26     | 38:66  | 21:31       |
| 1958    | Bezirksliga Frankfurt/Oder (als BSG Traktor Seelow)              | III   | 4.    | 24     | 48:44  | 24:24       |
| 1959    | Bezirksliga Frankfurt/Oder Staffel Nord (als BSG Traktor Seelow) | III   | 4.    | 22     | 48:43  | 26:18       |
| 1960    | Bezirksliga Frankfurt/Oder Staffel Nord (als BSG Traktor Seelow) | III   | 12.   | 22     | 28:43  | 9:35        |
| 1961/62 | Bezirksklasse Frankfurt/Oder (als BSG Traktor Seelow)            | IV    |       |        |        |             |
| 1962/63 | Bezirksklasse Frankfurt/Oder (als BSG Traktor Seelow)            | IV    |       |        |        |             |
| 1963/64 | Bezirksklasse Frankfurt/Oder (als BSG Traktor Seelow)            | IV    |       |        |        |             |
| 1964/65 | Bezirksklasse Frankfurt/Oder (als BSG Traktor Seelow)            | IV    |       |        |        |             |
| 1965/66 | Bezirksklasse Frankfurt/Oder (als BSG Traktor Seelow)            | IV    |       |        |        |             |
| 1966/67 | Bezirksklasse Frankfurt/Oder (als BSG Traktor Seelow)            | IV    |       |        |        |             |
| 1967/68 | Bezirksklasse Frankfurt/Oder (als BSG Traktor Seelow)            | IV    |       |        |        |             |
| 1968/69 | Bezirksklasse Frankfurt/Oder (als BSG Traktor Seelow)            | IV    |       |        |        |             |
| 1969/70 | Bezirksklasse Frankfurt/Oder (als BSG Traktor Seelow)            | IV    |       |        |        |             |
| 1970/71 | Bezirksklasse Frankfurt/Oder (als BSG Traktor Seelow)            | IV    |       |        |        |             |
| 1971/72 | Bezirksklasse Frankfurt/Oder (als BSG Traktor Seelow)            | IV    |       |        |        |             |
| 1972/73 | Bezirksklasse Frankfurt/Oder (als BSG Traktor Seelow)            | IV    |       |        |        |             |
| 1973/74 | Bezirksklasse Frankfurt/Oder (als BSG Traktor Seelow)            | IV    |       |        |        |             |
| 1974/75 | Bezirksklasse Frankfurt/Oder (als BSG Traktor Seelow)            | IV    |       |        |        |             |
| 1975/76 | Bezirksklasse Frankfurt/Oder (als BSG Traktor Seelow)            | IV    |       |        |        |             |
| 1976/77 | Bezirksklasse Frankfurt/Oder (als BSG Traktor Seelow)            | IV    |       |        |        |             |
| 1977/78 | Bezirksklasse Frankfurt/Oder (als BSG Traktor Seelow)            | IV    |       |        |        |             |
| 1978/79 | Bezirksklasse Frankfurt/Oder (als BSG Traktor Seelow)            | IV    |       |        |        |             |
| 1979/80 | Bezirksliga Frankfurt/Oder Staffel 2 (als TSG Seelow)            | IV    | 13.   | 26     | 44:68  | 16:36       |
| 1980/81 | Bezirksliga Frankfurt/Oder Staffel 2 (als ASG Vorwärts Seelow)   | IV    | 6.    | 26     | 38:39  | 28:24       |
|         | Bezirksliga Frankfurt/Oder Staffel 2 (als TSG Seelow)            | IV    | 11.   | 26     | 40:70  | 21:31       |
| 1981/82 | Bezirksliga Frankfurt/Oder Staffel 2 (als ASG Vorwärts Seelow)   | IV    | 2.    | 26     | 60:30  | 35:17       |
|         | Bezirksliga Frankfurt/Oder Staffel 2 (als TSG Seelow)            | IV    | 14.   | 26     | 22:108 | 8:44        |
| 1982/83 | Bezirksliga Frankfurt/Oder Staffel 2 (als ASG Vorwärts Seelow)   | IV    | 1.    | 26     | 79:31  | 41:11       |
| 1983/84 | Bezirksliga Frankfurt/Oder (als ASG Vorwärts Seelow)             | IV    | 7.    | 30     | 59:57  | 33:27       |
| 1984/85 | Bezirksliga Frankfurt/Oder (als ASG Vorwärts Seelow)             | IV    | 2.    | 30     | 91:40  | 47:13       |
| 1985/86 | Bezirksliga Frankfurt/Oder (als ASG Vorwärts Seelow)             | IV    | 4.    | 30     | 46:47  | 34:26       |
| 1986/87 | Bezirksliga Frankfurt/Oder (als ASG Vorwärts Seelow)             | IV    | 9.    | 30     | 32:49  | 25:35       |
| 1987/88 | Bezirksliga Frankfurt/Oder (als ASG Vorwärts Seelow)             | IV    | 13.   | 30     | 57:68  | 24:36       |
| 1988/89 | Bezirksliga Frankfurt/Oder (als ASG Vorwärts Seelow)             | IV    | 10.   | 30     | 41:47  | 28:32       |
| 1989/90 | Bezirksliga Frankfurt/Oder (als TSG Seelow)                      | IV    | 8.    | 28     | 56:54  | 29:27       |
| 1990/91 | Bezirksliga Frankfurt/Oder                                       | IV    | 10.   | 26     | 31:45  | 23:29       |
| 1991/92 | Bezirksliga Frankfurt/Oder                                       | V     | 11.   | 30     | 51:64  | 27:33       |
| 1992/93 | Landesklasse Brandenburg Ost                                     | VI    | 10.   | 34     | 58:63  | 35:33       |
| 1993/94 | Landesklasse Brandenburg Nord                                    | VI    | 3.    | 34     | 62:41  | 40:28       |
| 1994/95 | Landesklasse Brandenburg Nord                                    | VII   | 9.    | 30     | 49:52  | 28:32       |
| 1995/96 | Landesklasse Brandenburg Nord                                    | VII   | 4.    | 30     | 67:31  | 62          |
| 1996/97 | Landesklasse Brandenburg Nord                                    | VII   | 3.    | 30     | 85:45  | 64          |
| 1997/98 | Landesklasse Brandenburg Nord                                    | VII   | 1.    | 30     | 108:31 | 79          |
| 1998/99 | Landesliga Brandenburg Nord                                      | VI    | 6.    | 30     | 62:57  | 42          |
| 1999/00 | Landesliga Brandenburg Nord                                      | VI    | 2.    | 30     | 62:34  | 59          |
| 2000/01 | Landesliga Brandenburg Nord                                      | VI    | 5.    | 30     | 56:48  | 45          |
| 2001/02 | Landesliga Brandenburg Nord                                      | VI    | 9.    | 30     | 50:56  | 33          |
| 2002/03 | Landesliga Brandenburg Nord                                      | VI    | 4.    | 30     | 49:31  | 47          |
| 2003/04 | Landesliga Brandenburg Nord                                      | VI    | 9.    | 30     | 35:40  | 39          |
| 2004/05 | Landesliga Brandenburg Nord                                      | VI    | 7.    | 30     | 45:58  | 42          |
| 2005/06 | Landesliga Brandenburg Nord                                      | VI    | 3.    | 30     | 65:61  | 52          |
| 2006/07 | Landesliga Brandenburg Nord                                      | VI    | 5.    | 30     | 55:45  | 54          |
| 2007/08 | Landesliga Brandenburg Nord                                      | VI    | 7.    | 30     | 57:45  | 41          |
| 2008/09 | Landesliga Brandenburg Nord                                      | VII   | 4.    | 30     | 64:59  | 52          |
| 2009/10 | Landesliga Brandenburg Nord                                      | VII   | 1.    | 32     | 78:37  | 75          |
| 2010/11 | Brandenburg-Liga                                                 | VI    | 13.   | 28     | 38:59  | 28          |
| 2011/12 | Brandenburg-Liga                                                 | VI    | 11.   | 30     | 46:59  | 33          |
| 2012/13 | Brandenburg-Liga                                                 | VI    | 11.   | 32     | 50:50  | 39          |
| 2013/14 | Brandenburg-Liga                                                 | VI    | 3.    | 30     | 65:43  | 49          |
| 2014/15 | Brandenburg-Liga                                                 | VI    | 2.    | 30     | 71:36  | 62          |
| 2015/16 | Oberliga Nordost                                                 | V     | 9.    | 30     | 38:46  | 39          |
| 2016/17 | Oberliga Nordost                                                 | V     | 8.    | 30     | 51:44  | 40          |
| 2017/18 | Oberliga Nordost                                                 | V     | 15.   | 32     | 49:78  | 25          |
| 2018/19 | Brandenburg-Liga                                                 | VI    | 1.    | 30     | 84:40  | 63          |
| 2019/20 | Oberliga Nordost                                                 | V     | 12.   | 18     | 25:44  | 18 (⌀ 1,00) |
| 2020/21 | Oberliga Nordost                                                 | V     | 15.   | 9      | 08:24  | 06 (⌀ 0,67) |
| 2021/22 | Oberliga Nordost                                                 | V     | 18.   | 31     | 31:86  | 16 (⌀ 0,53) |
| 2022/23 | Brandenburg-Liga                                                 | VI    | 8.    | 30     | 47:59  | 41          |
| 2023/24 | Brandenburg-Liga                                                 | VI    | 17.   | 32     | 34:100 | 15          |
| 2024/25 | Landesliga Brandenburg Süd                                       | VII   | 2.    | 30     | 103:40 | 70          |

## Erfolge
DFV
Liga
- Bezirksmeister Frankfurt/Oder: 1953

 DFB
Liga
- Oberliga Nordost: 2015–2018, 2019–2022
- Aufsteiger in die Oberliga: 2015, 2019
- Brandenburgischer Landesmeister: 2019